# Christoph I. zu Dohna-Schlodien

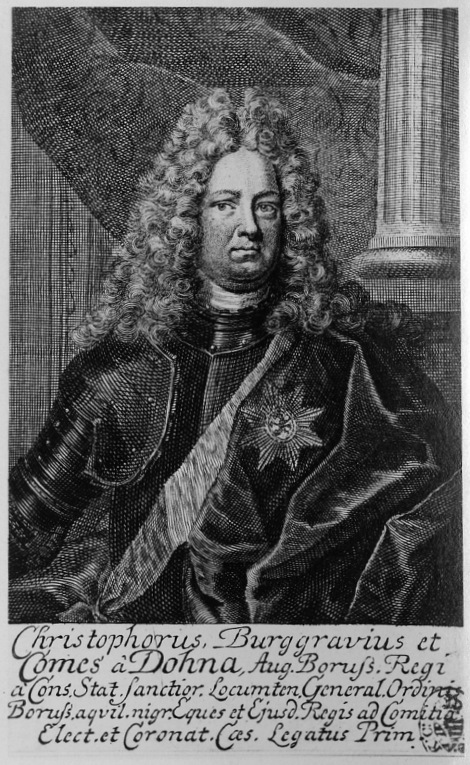
Christoph I. zu Dohna-Schlodien

Christoph I. Burggraf und Graf zu Dohna-Schlodien (* 2. April 1665 auf Schloss Coppet am Genfersee; † 11. Oktober 1733 in Schlodien, Ostpreußen) war ein brandenburgisch-preußischer General und Diplomat.

## Leben
Christoph von Dohna wurde als Sohn von Friedrich von Dohna (1621–1688), Gouverneur des Fürstentums Orange, und Sperentia du Puy Montbrun geboren. Er wurde wie sein Bruder Alexander von Dohna unter anderem von Pierre Bayle erzogen, trat 1670 als Kornett in die brandenburgische Armee ein. 1680 wurde er Hauptmann im Regiment Barfus zu Fuß unter Hans Albrecht von Barfus und nahm 1686 am Feldzug in Ungarn gegen die Türken teil. Am 20. Oktober 1689 wurde er Oberst bei den Grands Mousquetaires und kämpfte als solcher 1692 gegen Frankreich (Belagerung von Bonn, Schlacht bei Fleurus). 1698 wurde er Chef des Regiments Barfus zu Fuß, am 20. August Generalmajor und Gesandter in England, am 3. November 1699 wirklicher Geheimer Rat. Am 17. Januar 1701 wurde er als einer der ersten fünfzehn Herren in den Hohen Orden vom Schwarzen Adler aufgenommen und erneut in diplomatischer Mission nach London geschickt. Am 4. Februar 1702 zum Generalleutnant befördert.
Als Gegner des Grafen Kolbe von Wartenberg zog er sich 1704 weitgehend vom Hof zurück und wurde erst nach dessen Sturz wieder reaktiviert. Er war 1711 königlich-preußischer Gesandter bei der Wahl Karls VI. zum Kaiser. Am 28. März 1713 wurde er vom neuen König Friedrich Wilhelm I. zum General der Infanterie befördert. Er wurde auch wirklicher Geheimer Staats- und Kriegsrat sowie Amtshauptmann von Preußisch Holland. 1715 nahm er an der Belagerung von Stralsund teil. Sein Adjutant war Friedrich Otto von Barfus, der älteste Sohn seines früheren Vorgesetzten.
Am 10. Februar 1716 gab Dohna sein Regiment ab, legte seine Ämter nieder und zog sich auf seinen Besitz in Schlodien zurück. Dort hatte er von 1701 bis 1704 nach Plänen von Jean de Bodt ein Barockschloss errichten lassen. Christoph wurde damit zum Ahnherrn des Dohna'schen Hauses Schlodien.

## Familie
Am 18. November 1690 heiratete er Frede (Friederike) Marie (* 28. Dezember 1660; † 22. November 1729 in Danzig), Tochter des Grafen Christian Albrecht von Dohna. Das Paar hatte folgende Kinder:
- Carl Florus (* 6. Dezember 1693; † 29. Juli 1765), Erbe, Begründer Familienfideikommiss Schlodien-Carwinden

⚭ 1. Dezember 1719 Gräfin Johanna Charlotte zu Dohna-Schlobitten (* 9. Dezember 1699; † 12. November 1726)
⚭ 20. November 1727 Gräfin Albertine zu Dohna-Lauck (* 19. August 1684; † 4. Juni 1751);
⚭ 30. November 1752 Gräfin Dorothea von Schwerin (* 12. August 1715; † 22. November 1787)
- Wilhelm Alexander (* 31. Januar 1695; † 9. Juli 1749) ⚭ in Mallmitz am 4. November 1722 Gräfin Henriette von Roedern (* 8. Januar 1694; † 13. Februar 1760)
- Christoph (* 25. Oktober 1702; † 19. Mai 1762) ⚭ in Wildenfels am 18. Oktober 1734 Gräfin Friederike zu Solms-Wildenfels (* 28. Mai 1714; † 9. April 1755)
- Friedrich (1697–1699)
- Christian, (* 23. August 1704; † nach 1733 in Amerika)
- Theodor Emilius, (1706–1707)
- Amalia, (* 4. Juni 1692; † 20. Oktober 1761) ⚭ in Berlin am 3. Februar 1715 Fürst Hans Carl zu Carolath-Beuthen (1688–1763)
- Frede-Marie, (* 31. Dezember 1695; † 30. Juni 1772); ⚭ in Schlodien 1714 Adolph Christian zu Dohna-Lauck (* 4. Juli 1683; † 13. September 1736)
- Sophia Charlotte, (* 16. September 1699; † 29. Januar 1778)
- Ursula Anna, (* 31. Dezember 1700; † 17. März 1761) ⚭ in Schlodien am 3. Dezember 1721 Herzog Friedrich Wilhelm II von Holstein-Sonderburg-Beck (1687–1749)
- Luise Albertine (1708–1709)